# Hydrophorus qinghaiensis
Hydrophorus qinghaiensis är en tvåvingeart som beskrevs av Yang 1998. Hydrophorus qinghaiensis ingår i släktet Hydrophorus och familjen styltflugor. Inga underarter finns listade i Catalogue of Life.